# Функциональный силовой бодибилдинг
Функциональный силовой бодибилдинг (англ. Functional Power Bodybuilding) — это система тренировок для развития силы, выносливости, функциональности, гипертрофии мышц, потери жира, улучшения состояния опорно-двигательного аппарата, минимализации рисков получения травм, имеет ряд преимуществ по сравнению с другими системами тренировок. 

## Структура тренировочного процесса
Тренировочный процесс разделен на несколько этапов:
- Этап 1 — Разминка 5 минут

Комплекс упражнений для подготовки сердечно-сосудистой системы и суставо-связочного аппарата к предстоящей работе
- Этап 2 — Работа на развитие максимальной и взрывной силы 10-15 минут

Выполнение силовых упражнений из пауэрлифтинга или тяжелой атлетики со временем отдыха между повторами от 2 минут до 5 минут, что приводит к выбросу анаболических гормонов в кровь
- Этап 3 — Повышение силовой выносливости и объёма мышц 6-18 минут

Данный этап может состоять из нескольких упражнений объединённых в супер-сеты, три-сеты, где время отдыха определённой рабочей группы мышц составляет 30-120 секунд
- Этап 4 — Развитие функциональности, гибкости, выносливости 10-30 минут

Выполнение ряда упражнений объединённых в один комплекс, это может быть высокоинтенсивная интервальная тренировка с минимальным временем отдыха между упражнениями
- Этап 5 — Растяжка 8-10 минут

Выполнение упражнений на развитие гибкости

## Основная цель и преимущества Функционального силового бодибилдинга (ФСБ)
- Увеличение максимальной и взрывной силы — кратковременная работа с максимальной нагрузкой(85-100 % от 1ПМ) в диапазоне 1-5 повторений (пауэрлифтинг) и с нагрузкой(80-95 % от 1ПМ) в диапазоне 2-6 повторений (тяжелая атлетика)
- Повышение силовой выносливости и гипертрофии мышц (бодибилдинг) — длительная среднеинтенсивная нагрузка в диапазоне 6-12 повторений на массу(60-80 % от 1ПМ) и более 12 повторений на рельеф(40-60 % от 1ПМ)
- Улучшение функциональности тела — выполнение различных упражнений на развитие подвижности, гибкости, выносливости(аэробная выносливость)
- Развитие мышц-стабилизаторов — выполнение упражнений из калистеники, стрит-лифтинга.
- Минимализация рисков получения травм.
- Улучшение показателей сердечно-сосудистой системы, показателей максимального потребления кислорода (VO2max), улучшение когнитивных способностей и увеличение продолжительности жизни.

## Отличия от других систем тренировок

#### Отличие отфункционального тренинга
Функциональный тренинг в большей части строиться по принципу высокоинтенсивной интервальной тренировки, где внимание больше направлено на развитие функциональности, выносливости тела и потери лишнего веса, но не уделяется внимание на развитие максимальной силы.

#### Отличие отбодибилдинга
Отличие от бодибилдинга в том, что в классическом бодибилдинге слишком большое внимание уделяется гипертрофии мышц (увеличению объёма мышц), пренебрегая при этом зачастую выносливостью и функциональностью тела, в системе функционально силового бодибилдинга таких недостатков нет.

#### Отличие откроссфита
Программа тренировок по кроссфиту в основном состоит из смеси функционального тренинга + тяжелой атлетики, в котором фокус больше отводиться на увеличении выносливости, функциональности и взрывной силы. В кроссфите не уделяется достаточное внимание такому важному пареметру как — периодизация, не учитываются факторы суперкомпенсации по гликогену(48-72ч), белку(3-15 дней), что очень важно для предотвращения перетренированности и дальнейшего улучшения результатов, в системе «функционально силового бодибилдинга» такого недостатка нет так как используется в основном «не линейная периодизация»
В кроссфите внимание больше уделяется тому, чтобы каждая новая тренировка отличалась от предыдущей и была интересной для тех кто тренируется, недостатком кроссфита от фсб так-же является то, что атлеты пытаются «срезать углы» то есть пренебрегают техникой выполнения упражнений фокусируясь на большом количестве выполняемых повторений, а не на их качестве стараясь как можно быстрее закончить тренировку.
Ещё одним недостатком кроссфита так-же является то, что система использует очень высокоинтенсивные тренировки находясь на максимальных значениях пульса зачастую в течение 10-15 минут с минимальным отдыхом, что приводит к сильному закислению сердца так как время на фазу диастолы(расслабления сердца) сильно сокращается из-за высокой интенсивности и длительности тренировки таким образом миокард не успевает расслабиться и получить достаточное количество питательных веществ, кислорода и со временем в перспективе может привести к нарушениям ритма работы сердца, проблемам сердечно-сосудистой системы и в долгосрочной перспективе может вызвать гипертрофию миокарда левого желудочка сердца, которое является одним из основных причин инфаркта миокарда. В системе «ФСБ» же отдых между упражнениями или раундами является необходимым для незначительного понижения пульса (менее 150 ударов/мин) что в итоге будет приводить наоборот к «L-гипертрофии миокарда» (это «хорошая» гипертрофия, она осуществляется за счет растягивания мышечных стенок сердца), которое в перспективе увеличит долговечность работы данного органа.

## Пример тренировки по «ФСБ»
День 1: Ноги 95 %, Пресс 85 % | Время на тренировку 60 минут.
Часть 1: «Разминка» | Общее время: 5 минут
— 5 Фронтальных приседов с пустым грифом
— 100м Бег
— 5 Фронтальных приседов (40 % от 1ПМ)
— 100м Бег
— 5 Фронтальных приседов (60 % от 1ПМ)
Часть 2: «Максимальная сила» — 4 подхода по 4 повторения, 3 минуты отдых между подходами | Общее время: 12 минут
— Подход 1: 80 % от 1ПМ
— Подход 2: 85 % от 1ПМ
— Подход 3: 85 % от 1ПМ
— Подход 4: 90 % от 1ПМ
Часть 3: «Гипертрофия» — 3 суперсета | Общее время: 8 минут
— 8/8 Болгарских приседов с гантелями (15-40 кг)
— 10 Румынская тяга (60 % от 1ПМ)
— 30 секунд велотренажер
— 60 секунд отдых
Часть 4: «VO2max» — 4 раунда | Общее время: 8 минут
— 8 подъёмов ног в висе
— 10 приседов на одной ноге в стиле «пистолет»
— 20 двойных прыжков на скакалке
Часть 5: «Пресс» — 3 раунда | Общее время: 8 минут
— 10 обратные скручивания
— 20 скручиваний «сит-ап»
— 30 скручиваний «велосипед»
— 40 секунд отдых
Часть 6: «Растяжка» | Общее время: 8-10 минут

## Оборудование
- Кардио тренажеры (беговая дорожка, горнолыжный тренажер, тренажер гребля, велосипед и тд)
- Вес собственного тела
- Тяжелая атлетика: Штанги, Гантели, свободные веса
- Бодибилдинг тренажеры
- Канаты, гири, мячи, мешки, TRX, гимнастические палочки, плиометрические тумбы и тд